# Ruidoso
Ruidoso és una població dels Estats Units a l'estat de Nou Mèxic. Segons el cens del 2000 tenia 7.698 habitants.

## Demografia
Segons el cens del 2000, Ruidoso tenia 7.698 habitants, 3.434 habitatges, i 2.232 famílies. La densitat de població era de 208 habitants per km².
Dels 11.434 habitatges en un 23,6% hi vivien nens de menys de 18 anys, en un 53,2% hi vivien parelles casades, en un 8,8% dones solteres, i en un 35% no eren unitats familiars. En el 29,8% dels habitatges hi vivien persones soles l'11,3% de les quals corresponia a persones de 65 anys o més que vivien soles. El nombre mitjà de persones vivint en cada habitatge era de 2,22 i el nombre mitjà de persones que vivien en cada família era de 2,72.
Per edats la població es repartia de la següent manera: un 20,5% tenia menys de 18 anys, un 5,8% entre 18 i 24, un 21,9% entre 25 i 44, un 30,1% de 45 a 60 i un 21,6% 65 anys o més.
L'edat mediana era de 46 anys. Per cada 100 dones de 18 o més anys hi havia 87,1 homes.
La renda mediana per habitatge era de 37.107$ i la renda mediana per família de 44.846$. Els homes tenien una renda mediana de 30.452$ mentre que les dones 21.974$. La renda per capita de la població era de 22.721$. Aproximadament el 2,5% de les famílies i el 4,9% de la població estaven per davall del llindar de pobresa.

## Poblacions més properes
El següent diagrama mostra les poblacions més properes.